# LimeWire
LimeWire — свободный клиент для файлообменной сети Gnutella для платформы Java. Выпущен под лицензией GNU GPL, и просит пользователя заплатить для получения доступа к LimeWire Pro. Имеются готовые инсталляторы для Linux, Mac OS, Solaris. Для работы программе требуется Java2 Runtime Environment.
Ограничивает длину запроса 30 символами.
В настоящее время поддержка и распространение LimeWire прекращены по решению суда. После его закрытия в США было отмечено снижение количества загружаемой нелицензионной музыки